# Brunei ai Giochi della XXVII Olimpiade
Brunei ha partecipato alle Giochi della XXVII Olimpiade di Sydney, svoltisi dal 15 settembre al 1º ottobre 2000, con una delegazione di 1 atleta.

## Atletica leggera
| 100 m maschili | Haseri Asli | 11"11 | 7 |